# المنقم الأعلى (الحديدة)

تعديل مصدري - تعديل

المنقم الأعلى هي إحدى قرى مديرية الدريهمي، التابعة لمحافظة الحديدة اليمنية، بلغ تعداد سكانها 1756 نسمة حسب الإحصاء الذي أجري عام 2004.